# Because I Love It
Pour les articles homonymes, voir Because (homonymie).
Albums de Amerie
Touch
Because I Love It est le troisième album studio de la chanteuse américaine de R&B, Amerie.
Modèle:Because I Love It a nécessité deux années d'élaboration. À la base prévu pour une sortie à l'automne 2006, et initialement intitulé None of the Above, l'album sort finalement en France le 28 mai 2007 (le 14 mai 2007 au Royaume-Uni et le 27 novembre 2007 aux États-Unis. Précédant la sortie physique, c'est le 5 mai 2007 que l'album est disponible, dans son intégralité, sur les plates-formes de téléchargement légales.
Amerie fait sa première apparition promotionnelle européenne pour l'album et le premier single Take Control, lors de la célèbre soirée londonienne G-A-Y, le 21 avril 2007. Amerie devait les 24 et 25 mai donner deux concerts en Corée du Sud à l'occasion du 2007 Amerie Love Korea Live Concert. Le concert était sponsorisé par la Pearl S. Buck International Korea, la fondation pour les couples issus de mariages mixtes, ainsi une partie des bénéfices a été offert à l'association. Mais finalement le concert fut annulé par l'organisateur coréen, K2M Entertainment pour des motifs qui restent assez floues. 

## Liste des chansons
| #  | Titre                    | Producteur(s)                                                             | Durée |
| -- | ------------------------ | ------------------------------------------------------------------------- | ----- |
| 1  | "Forecast (Intro)"       | Chris & Drop                                                              | 1:12  |
| 2  | "Hate2LoveU"             | One Up coproduit par Amerie et Len Nicholson                              | 3:13  |
| 3  | "Some Like It"           | Amerie, Len Nicholson production additionnelle par Quran Goodman & Destro | 2:57  |
| 4  | "Make Me Believe"        | Amerie, Len Nicholson, The Buchanans                                      | 3:22  |
| 5  | "Take Control"           | Mike Caren production additionnelle par Cee-Lo, Amerie et Len Nicholson   | 3:42  |
| 6  | "Gotta Work"             | One Up                                                                    | 3:10  |
| 7  | "Crush"                  | The Buchanans                                                             | 3:40  |
| 8  | "Crazy Wonderful"        | The Buchanans                                                             | 3:49  |
| 9  | "That's What U R"        | Chris & Drop                                                              | 3:38  |
| 10 | "When Loving U Was Easy" | Curtis "C Note" Richardson                                                | 3:22  |
| 11 | "Paint Me Over"          | Bink! production additionnelle par Amerie                                 | 4:14  |
| 12 | "Somebody up There"      | Bryan Michael Cox                                                         | 4:46  |
| 13 | "All Roads"              | Curtis C Note Richardson                                                  | 3:08  |

Bonus de l'édition anglaise
| #  | Titre      | Producteur(s)     | Durée |
| -- | ---------- | ----------------- | ----- |
| 14 | "1 Thing"  | Rich Harrison     | 4:01  |
| 15 | "Losing U" | Kore (producteur) | 3:26  |

Bonus de l'édition est-asiatique (Corée, Japon & Chine)
| #  | Titre                                  | Producteur(s)                                                           | Durée |
| -- | -------------------------------------- | ----------------------------------------------------------------------- | ----- |
| 16 | "Take Control" [Remix] featuring Se7en | Mike Caren production additionnelle par Cee-Lo, Amerie et Len Nicholson | 3:43  |
| 17 | "Streets Alone"                        |                                                                         | 4:17  |

Bonus de l'édition Française
| #  | Titre                                                      | Producteur(s) | Durée |
| -- | ---------------------------------------------------------- | ------------- | ----- |
| 03 | "Crunk Didi (Losing U) [Feat Willy Denzey & Six Coups MC]" | Kore & Bellek | 3:33  |

## Singles extraits
- Take Control
- Gotta Work

## Samples crédités
- "Forecast (Intro)" : "Faradole" de Bob James
- "Hate2LoveU" : "Give It Up" de Kool & The Gang
- "Some Like It" : "World's Famous" de Malcolm McLaren
- "Make Me Believe" : version retravaillée de la chanson du même nom de Curtis Mayfield
- "Take Control" : "Jimi Renda-Se" de Tom Zé; "You Make My Dreams" by Hall & Oates
- "Gotta Work" : "Hold On I'm Coming" de Mighty Dog Haynes
- "Paint Me Over": "Mother's Theme (Mama)" de Willie Hutch
- "All Roads": "How Do You Keep the Music Playing ?" de James Ingram & Patti Austin
- "1 Thing": "Oh, Calcutta" de the Meters
- "Losing U": "Didi" de Khaled

## Classements
| Classement  | Meilleure position |
| ----------- | ------------------ |
| Europe      | 56                 |
| France      | 159                |
| Irlande     | 65                 |
| Japon       | 13                 |
| Royaume-Uni | 17                 |
| Suisse      | 42                 |